# النظام القضائي الإيراني
قالب:Infobox high court
تم تنفيذ وإنشاء نظام قضائي إيراني لأول مرة من قبل عبد الحسين تيمورتاش في عهد رضا شاه، مع مزيد من التغييرات خلال الحقبة البهلوية الثانية.
بعد إطاحة الثورة الإسلامية بالبهلوية عام 1979 غُيير النظام بشكل كبير. تعتمد مدونة القانون الآن على الشريعة الإسلامية على الرغم من الإبقاء على العديد من جوانب القانون المدني ودُمجت ضمن نظام قانوني مدني. وفقًا لدستور الجمهورية الإسلامية، فإن القضاء في إيران عبارة عن«سلطة مستقلة» مع رئاسة وزارة العدل للمحكمة العليا، وكذلك رئيس مستقل للسلطة القضائية.

## دين الإسلام
ة 

## القرن العشرون
تشمل الأحداث الرئيسية التي تميز التاريخ القضائي لإيران خلال العصر الحديث الثورة الدستورية لعام 1906، والتي أعطت البلاد أول دستور لها ووثيقة حقوق، وسقوط القاجاريين وصعود سلالة بهلوي في عشرينيات القرن الماضي، عند الانضمام إلى أصبحت منظمة قضائية حديثة واحدة من أكبر تحديات إيران، وأصبحت الثورة الإسلامية.

### «نظام التنازلات»
عند تنامي الشعور بالقوة العسكرية والتكنولوجية الأوروبية في إيران في القرن التاسع عشر، أصر الغربيون على امتيازات خاصة في المحاكم الإيرانية. حصل ذلك في شكل معاهدات بين معظم الحكومات الأوروبية وإيران، والتي تقضي بحضور ممثل محاكمة أي أوروبي في إيران عن موطن ذلك الأوروبي، الذي سيصادق على قرار المحكمة الإيرانية أو ينفيه. وبدون توقيعه على "القرار". المحكمة الإيرانية لن يكون لها أي تأثير ". أصر الأوروبيون على حق النقض القانوني هذا - "سمي بنظام التنازلات" - على أساس أن إيران ليس لديها مدونة قانونية مكتوبة بحيث "لن يعلم أحد حسب أي قانون سيحاكم به الأجانب ". اتبعت إيران الممارسة الإسلامية التقليدية، التي تعطي الحكم لكل قاضٍ حسب تفسيره الخاص للشريعة الإسلامية لكل قضية دون اللجوء للاستئناف.
عارض الإيرانيون بشكل عام هذه التنازلات، واقترح الإيرانيون العلمانيون مثل محمد مصدق وضع قانون ثابت ومكتوب، لن ينهي التنازلات فحسب، بل سيساهم في بناء دولة قوية وموحدة.

### رضا شاه بهلوي
في ظل الحكم العلماني لرضا شاه، تم إجراء العديد من التغييرات في النظام القضائي الإيراني، وكان إنشاء قانون ثابت ومكتوب مع محاكم الاستئناف أحد هذه التغييرات. قام وزير الشؤون القضائية علي أكبر دافار في مارس 1926 وبموافقة من البرلمان بحل القضاء الإيراني بأكمله، وبدء عملية لإعادة الهيكلة والإصلاح بمساعدة خبراء قضائيين فرنسيين. بحلول أبريل 192، كان لدى إيران 600 قاضٍ تم تعيينهم حديثًا في طهران. حاول دافار بعد ذلك توسيع النظام الجديد ليشمل مدن أخرى في إيران من خلال برنامج يتضمن تدريب 250 قاضياً.
صور رضا شاه إصلاحاته القانونية على أنها «تجارب مؤقتة» وسمح للقضاة الدينيين بالاحتفاظ بمحاكمهم لأمور مثل الميراث. ولكن في عام 1936، أصبح النظام الجديد دائمًا وألغيت المحاكم الدينية. لكن ظلت في إيران محاكم شرعية، تحكم في قضايا الأسرة والميراث حتى فترة الثورة الإسلامية (تعمل جنبًا إلى جنب مع المحاكم العلمانية). كما تم الإبقاء على بعض جوانب الشريعة الإسلامية بشكل غير رسمي في القانون الجنائي، على سبيل المثال، كان التعويض لا يزال يُمنح بشكل غير رسمي بطريقة مماثلة للدية، مقابل العفو عن عقوبة الإعدام في بعض الحالات.
مهنة المحاماة
وفقًا لبانكار وزياي، يمكن إرجاع تاريخ نقابة المحامين الإيرانيين إلى الفترة التي تلت الثورة الدستورية عام 1906، عندما تم إنشاء نظام قانوني حديث في إيران. تأسست نقابة المحامين في عام 1915 وتم تنظيمها تحت إشراف النظام القضائي حتى عام 1953، حيث حصلت صفتها القانونية. عملت كمنظمة مجتمع مدني مستقلة لمدة سبعة وعشرين عامًا حتى إغلاقها من لدن الحكومة الثورية عام 1980 حيث طهرت ملفاتها. أعيد افتتاحها في عام 1991 تحت سيطرة رئيس السلطة القضائية واستعادت بعضًا من استقلاليتها في عام 1997 عندما فاز الرئيس خاتمي [...] في الانتخابات العامة. ومنذ ذلك الحين، إزداد عدد المحامين بشكل مطرد إلى ما يقدر بنحو 60.000، وربما الأهم من ذلك أن عددًا كبيرًا من النساء اجتزن نقابة المحامين والتحقن بمهنة المحاماة «. منذ ثورة 1979، تكافح نقابة المحامين الإيرانية للحفاظ على استقلاليتها عن القضاء. كجزء من هذا الصراع، أنشأت الحكومة الإيرانية هيئة جديدة من المحامين في عام 2001» مخولة بعرض القضايا في المحكمة«بموجب المادة 187 من قانون خطة التنمية الاقتصادية والاجتماعية والثقافية الثالثة (المعتمدة في مايو 2000). [...] هذه المجموعة، التي قُدر عدد أعظائها في عام 2014 بأكثر من 20.000، تُعرف رسميًا باسم المستشارين القانونيين للسلطة القضائية».

## الجمهورية الإسلامية
تمت الإطاحة في عام 1979 بسلالة البهلوية العلمانية المستغربة واستبدلت بجمهورية إسلامية تحت حكم آية الله الخميني. رغم أن الثورة لم تفكك القضاء البهلوي بالكامل، فقد استبدلت الفقهاء ذوي التوجه العلمانيً«بآخرين متخرجين من المعاهد الدينية وقننت المزيد من أحكام الشريعة ضمن قوانين الدولة - وخاصة قانون القصاص». وعُزلت القاضيات من العمل  (على الرغم من إمكانية عملهن كمحاميات، أو كقاضيات ثانويات في القضايا المدنية وذلك بعد 1997).
بين عامي 1979 و 1982، استبدل قضاة ما قبل الثورة بأكملهم، وتحولت مهامهم بإشراف ـ «المحاكم الثورية» التي أقيمت في كل مدينة. حكمت هذه المحاكم وفق «الشريعة الإسلامية»، لكنها كانت في الممارسة غير عادلة ومنحازة، وكان القضاة يفتقرون إلى الخبرة وغالبًا ما يكونون غير أكفاء. أُعدم العديد من الأشخاص أو حُكم عليهم بعقوبات قاسية بسبب أعمالهم السياسية والإجرامية. لم يكن هناك استئناف أيضًا، وغالبًا ما كانت المحاكمات تستغرق دقائق خلال محاكمة تقليدية. أعيد تشكيل المحاكم النظامية في عام 1982، وجرى تأهيل القضاة للعمل وفق الشريعة الإسلامية بشكل أفضل. أصبحت المحاكم الثورية جزءًا من هذا النظام القضائي، وأشرفت على مسائل «الأمن القومي» مثل الاتجار بالمخدرات والجرائم السياسية و «تهديد مبادئ الثورة»، واعتبرت «الذراع الأيمن للنظام». رداً على تهديدات الانقلاب العسكري شُكلت «محكمة عسكرية ثورية» منفصلة، تشرف على القضايا العسكرية وذلك في عام 1982. حل قانون القصاص لعام 1982 محل أقسام من قانون العقوبات العامة لعام 1924.

### النظام الحالي
يدعو دستور عام 1979 للجمهورية الإسلامية إيران إلى أن يكون لها رئيس للقضاء«رئيس السلطة القضائية الإيرانية»، يكون «مجتهدًا عادلًا» يعينه المرشد الأعلى للثورة الإسلامية ويعمل «لمدة خمس سنوات». وهو مسؤول عن «إنشاء الهيكل التنظيمي» للنظام القضائي؛ «صياغة مشاريع القوانين القضائية» للبرلمان؛ استقدام القضاة وفصلهم وترقيتهم وتعيينهم.
غير أن القضاة لا يمكن عزلهم دون محاكمة.
كان نظام السجون الإيراني «مركزيًا وموسعًا بشكل كبير» من قبل الجمهورية الإسلامية. كانت سجون الشاه تدار بشكل منفصل من قبل السافاك ورجال الشرطة المدنية والدرك. وكل النظام الجديد إدارة السجون ل «مجلس إشراف مكون من ثلاثة علماء دين».
تستند الجمهورية الإسلامية في تسييرها على مدرسة الفقه الجعفري الشيعية.
بعد انتخاب أول مجلس شورى إسلامي في عام 1980، قام كل من مجلس الشورى الإسلامي ومجلس صيانة الدستور دون تأخير بطرح السمات المهمة للشريعة عبر مشروعي قانون تاريخيين  في يوليو 1982: تظمنت الشريعة (القانون الجديد) الحدود («الإفتراء على الله»، يعاقب عليها بعقوبة إلزامية ثابتة)، القصاص، الدية، التعزير.
تنظم محكمة التدقيق العليا الإيرانية العمليات المصرفية والمالية وتحظر التعامل بالربا.
مابين 1991 إلى 1994، دمجت إيران جنبا إلى جنب كل هذه القوانين في «قانون العقوبات الإسلامي» الموحد، الذي يتألف من خمسة «كتب». تم اعتماد قانون العقوبات الإسلامي الجديد في يناير 2012 ويشغل الجزء الأكبر من قوانين العقوبات في الجمهورية الإسلامية الإيرانية، ليحل بذلك محل الكتاب الأول إلى الرابع من القانون القديم. الكتاب الخامس من قانون العقوبات الإسلامي («الجزء الوحيد من قانون العقوبات الذي تم اعتماده بشكل دائم ولا يخضع لفترات تجريبية») الصادر في 22 مايو 1996.
جرى تعديل الشريعة في الجمهورية الإسلامية الإيرانية شيئا ما، وفقًا لأحد المصادر، فإن القوانين الجديدة للجمهورية الإسلامية «عدلت الشريعة» «بثلاث طرق بارزة»: السماح باستئناف الأحكام، اللجوء للأدلة الظرفية في القضايا والسجن طويل الأمد كعقوبة.